# ときおとめ
『ときおとめ』は、ときめき♡宣伝部の1枚目のアルバムである。2018年4月11日にユニバーサルシグマから発売された。
ときめき♡宣伝部にとってデビューアルバムとなる。

## 概要
ときめき♡宣伝部がインディーズ、メジャーを通して初めてリリースするアルバムCDとなる。
アルバムタイトルの由来は、栃木県のいちご「とちおとめ」から、いまの乙女の曲（恋愛ソング）がいっぱい入っている「時乙女」、「ときめく」＋「乙女」を合わせた、など諸説ある。
レコーディングは全員フルで歌を録って、誰が採用されるかわからない方式をとっている。

## 収録曲
収録曲は全15曲。（ときめき♡宣伝部：辻野かなみ、藤本ばんび、坂井仁香、小泉遥香、小高サラ、吉川ひより）
| #   | タイトル                                | 作詞                                                         | 作曲                                                         | 編曲                                            |
| --- | --------------------------------------- | ------------------------------------------------------------ | ------------------------------------------------------------ | ----------------------------------------------- |
| 1.  | 「乙女のグロリアス」                    | NOBE                                                         | 藤末樹                                                       | 藤末樹                                          |
| 2.  | 「ガンバ!!」                            | 浅利進吾                                                     | 浅利進吾                                                     | 浅利進吾                                        |
| 3.  | 「音速（ソニック）アドベンチャー」      | 只野菜摘                                                     | 横山克                                                       | 横山克                                          |
| 4.  | 「どどどどどりーまー」                  | ひゃくじゅうのおう🌏たけいそう                               | 前山田健一                                                   | 板垣祐介                                        |
| 5.  | 「SWEET SWEET DAYS」                    | JxSxK×松隈ケンタ                                             | 松隈ケンタ                                                   | SCRAMBLES                                       |
| 6.  | 「遠くであがる花火 二人ならんで見てた」 | 坂野上陽介                                                   | 坂野上陽介                                                   | 坂野上陽介                                      |
| 7.  | 「プリンセスプリンセスプリンセス」      | 栗原暁（Jazzin' park） 久保田真悟（Jazzin’park）             | 栗原暁（Jazzin’park） 久保田真悟（Jazzin’park）              | 栗原暁（Jazzin’park） 久保田真悟（Jazzin’park） |
| 8.  | 「PaPiPoPiポップガール」                | 神谷礼 Y☆K☆K                                                 | 神谷礼                                                       | 神谷礼                                          |
| 9.  | 「TRAP」                                | 栗原暁（Jazzin’park） 久保田真悟（Jazzin’park） Tasuku Maeda | 栗原暁（Jazzin’park） 久保田真悟（Jazzin’park） Tasuku Maeda | 栗原暁                                          |
| 10. | 「あいにきちゃった」                    | ジンツチハシ                                                 | ジンツチハシ                                                 | ジンツチハシ                                    |
| 11. | 「キタコレ!モーニング」                 | Ayaka Miyake                                                 | Ayaka Miyake Carlos K.                                       | Carlos K.                                       |
| 12. | 「トウメイ恋心（ハート）」              | 多田慎也                                                     | 多田慎也                                                     | 生田真心                                        |
| 13. | 「すきっ！」                            | 中村瑛彦（SUPA LOVE）                                        | 中村瑛彦（SUPA LOVE）                                        | 伊東大和                                        |
| 14. | 「DEADHEAT」                            | 栗原暁（Jazzin’park） 久保田真悟（Jazzin’park） Tasuku Maeda | 栗原暁（Jazzin’park） 久保田真悟（Jazzin’park） Tasuku Maeda | 栗原暁                                          |
| 15. | 「そんな毎日」                          | 金沢知樹 小池樹里杏                                          | 山下洋介                                                     | 山下洋介                                        |

2018年3月28日に先行デジタル配信されたiTunes配信バンドル盤は、限定ボーナストラックとして「私の道」（作詞：金沢知樹、作曲：大塚郁、2016年11月上演とき宣主演舞台 劇団富士大陸第1回公演「ゴーラス」のエンディングテーマ）を収録している。

### 乙女のグロリアス
- 作詞：NOBE、作曲・編曲：藤末樹
- 2018年7月12日にMUSIC VIDEO[5]を公開した。水色を基調とした衣装や、メンバーカラーを取り入れた衣装を身にまとった6人のダンスシーンが中心の構成[6]。

### ガンバ!!
- 作詞・作曲・編曲：浅利進吾
- 2016年11月9日に発売したメジャー1stシングル『ガンバ!!』の表題曲。
- 小高サラと藤本ばんびら6人によるバージョン[2]

### 音速（ソニック）アドベンチャー
- 作詞：只野菜摘、作曲・編曲：横山克。Sonic Adventure。

### どどどどどりーまー
- 作詞：ひゃくじゅうのおう🌏たけいそう、作曲：前山田健一、編曲：板垣祐介
- 2017年6月7日に発売したメジャー2ndシングル『どどどどどりーまー』の表題曲。
- 小高サラと藤本ばんびら6人によるバージョン[3]

### SWEET SWEET DAYS
- 作詞：JxSxK×松隈ケンタ、作曲：松隈ケンタ、編曲：SCRAMBLES
- 略称：SSD。小泉遥香がとても好きな曲。曲のテーマは“永遠はない”[2]。なお次のアルバム『ときめきがすべて』は、永遠をテーマにした花柄のジャケット衣装で、リード曲は「エンドレス」である。

### 遠くであがる花火 二人ならんで見てた
- 作詞・作曲・編曲：坂野上陽介
- 振付：槙田紗子
- とき宣初の恋愛ソング「レモンジュース」を提供した坂野上陽介（サカノウエヨースケ）による楽曲。

### プリンセスプリンセスプリンセス
- 作詞・作曲・編曲：栗原暁（Jazzin' park） / 久保田真悟（Jazzin’park）
- 振付：槙田紗子
- 「DEADHEAT」を共作詞・共作曲したJazzin’parkによる楽曲。
- 坂井仁香ナンバーワンおすすめ曲[2]

### PaPiPoPiポップガール
- 作詞：神谷礼 / Y☆K☆K、作曲・編曲：神谷礼

### TRAP
- 作詞・作曲：栗原暁（Jazzin' park） / 久保田真悟（Jazzin’park） / Tasuku Maeda、編曲：栗原暁
- 「DEADHEAT」と同じくJazzin’parkとTasuku Maedaによる楽曲。
- 「恋愛ソングなんですけど。好きっていって欲しいのにいってくれないというやきもきする気持ちがすごく詰まっています。」（辻野かなみ）[2]

### あいにきちゃった
- 作詞・作曲・編曲：ジンツチハシ
- 2018年1月から始まった「ときめき♡宣伝部がこちらから行く♡ 全国47都道府県握手会の旅」のテーマソング[7]

### キタコレ!モーニング
- 作詞：Ayaka Miyake、作曲：Ayaka Miyake / Carlos K.、編曲：Carlos K.
- ずっとあっためていて、ずっと「音源化してください!」とメンバーがスタッフにお願いしていたという曲[3]
- ときめき♡リクエストアワード 第5位（2017年11月発表）[4]

### トウメイ恋心（ハート）
- 作詞・作曲：多田慎也、編曲：生田真心。Toumei Heart。

### すきっ!
ときめき♡宣伝部の楽曲「すきっ!」については「すきっ!」も参照。
　　2021年に超ときめき♡宣伝部として再録された「すきっ!〜超ver〜」については『すきすきすきすきすきすきっ!』を参照。
- リード曲。作詞・作曲：中村瑛彦（SUPA LOVE）、編曲：伊東大和
- 6人になる前（2017年6月以前）からメンバーは聴いていて、ずっとあっためていた曲[2][3]。2017年12月24日のクリスマスライブで初披露[8]。
- 曲中に「すき」というフレーズが計115回登場する[注 1]。
- ダンス振付は槙田紗子。とき宣の振付をするのは「Chocolate Truffe」に続き2曲目で、2017年のクリスマスライブでの初披露に向けて振り入れをした。後にとき宣で20曲以上の振付を担当することになるが、当時はキャリアがあまりなく、実家の窓に写る自分を見ながら振りを作ったという。最初に槙田が提案した振り付けはもっと難しく踊る感じだったが、ときめき♡宣伝部運営が「男の人でも可愛く踊れる感じがいい」と修正依頼を出し、何回も作り直して現在のキャッチーな振り付けとなった[9][10][11]。
- 2018年3月31日にMUSIC VIDEO[12]を公開した。
- 2021年、TikTokで使われる曲として大きな話題になる[13]。2021年3月中旬から投稿が増え始め、4月中旬には1日の投稿数は500を超え、投稿アカウントの総フォロワー数は1300万を超えた[14]。
- 2021年5月19日、「すきっ!〜超ver〜」を配信リリース。超ときめき♡宣伝部バージョンとして全員再レコーディング・リアレンジされた音源となる[15]。
- 同じく5月19日、ライブ映像「すきっ!〜超ver〜」サンリオピューロランド Ver[16]とライブ映像「すきっ!〜超ver〜」Live Edit ver[17]を公開した。
- 5月19日に公式アカウントがTikTokに投稿した「すきっ!〜超ver〜」を使用したオリジナル動画[18]は、1週間の再生回数が250万回に達した[19]。
- 2021年9月29日にリリースされるミニアルバム『すきすきすきすきすきすきっ!』に楽曲「すきっ!〜超ver〜」が収録された。

### DEADHEAT
- 作詞・作曲：栗原暁（Jazzin' park） / 久保田真悟（Jazzin’park） / Tasuku Maeda）、編曲：栗原暁
- 2017年11月22日に発売したメジャー3rdシングル『DEADHEAT』の表題曲。

### そんな毎日
- 作詞：金沢知樹 / 小池樹里杏、作曲・編曲：山下洋介
- メジャー3rdシングル『DEADHEAT』iTunes配信バンドル盤（2017年11月20日先行配信）にも限定ボーナストラックとして収録。
- 結成メンバー全員が出演した少女劇団いとをかし 第3回公演『シーパー』（2015年9月上演）からの楽曲
- ときめき♡リクエストアワード 第2位（2017年11月発表）[4]

## 販売形態
| 形態                                       | 規格 カタログ番号         | 収録内容                                                                   |
| ------------------------------------------ | ------------------------- | -------------------------------------------------------------------------- |
| みるみる盤 （UNIVERSAL MUSIC STORE限定盤） | CD+Blu-ray PDCS-1905      | CD Blu-ray「どきどき♡クリスマスパーティーvol.3（東京・日本青年館ホール）」 |
| よむよむ盤                                 | CD+フォトブック UMCK-9940 | CD フォトブック（60ページ）                                                |
| ときめき盤                                 | CD UMCK-1596              | CDのみ                                                                     |